# Municipio de Saline (condado de Ste. Genevieve)
Saline Township es un municipio del condado de Ste. Genevieve, Misuri, Estados Unidos. Según el censo de 2020, tiene una población de 939 habitantes.
Tiene un código de clase Z1, que indica que no está en funcionamiento (non-functioning county subdivision).

## Geografía
La subdivisión está ubicada en las coordenadas 37°45′54″N 90°11′34″O / 37.76500, -90.19278 (37.764903, -90.192758). Según la Oficina del Censo de los Estados Unidos, tiene una superficie total de 279 km², de la cual 278 km² corresponden a tierra firme y 1 km² está cubierto de agua.

## Demografía
Según el censo de 2020, hay 939 personas residiendo en la zona. La densidad de población es de 3 hab./km². El 94.99 % de los habitantes son blancos, el 0.32 % son afroamericanos, el 0.32 % son amerindios y el 4.37 % son de una mezcla de razas. Del total de la población, el 1.49 % son hispanos o latinos de cualquier raza.